# Епітеліома
Епітеліома — пухлина, що походить з епітеліальних клітин.

## Види епітеліоми шкіри
- базаліома (базальноклітинна епітеліома);
- плоскоклітинний рак (спіноцеллюлярна епітеліома);
- тріхоепітеліома (аденоїдно-кістозна епітеліома).

Частіше епітеліома виникає в людей середнього та похилого віку. Найбільш поширеною епітеліома є базаліома, на частку якої припадає 60-70% всіх випадків захворювання.

## Причини виникнення епітеліоми
До розвитку епітеліоми призводять різні несприятливі фактори:
- підвищена сонячна інсоляція;
- радіоактивне опромінення;
- вплив хімічних речовин;
- постійна травматизація шкіри і запальні процеси в ній.[2]

## Симптоми епітеліоми
Клінічна картина епітеліоми, як і її локалізація, залежать від виду пухлини.
Базальноклітинна епітеліома вважається злоякісним утворенням, тому що вона має інвазивний ріст, проростає не тільки в дерму, а також в підшкірну клітковину, а потім проростає в м'язову та кісткову тканини. Однак при цьому вона не схильна давати метастази. Базальноклітинна епітеліома частіше виникає на шкірі обличчя та шиї.
За формою базаліоми поділяються:
- Рубцево-атрофічна епітеліома характеризується розпадом типового базаліомного вузлика з утворенням виразкового дефекту. Надалі відбувається повільне збільшення розмірів виразки, супроводжується рубцюванням окремих її частин. У деяких випадках переходить в плоскоклітинний рак.
- Епітеліома Малерба — це доброякісна пухлина, що з'являється в дитячому віці з клітин сальних залоз. Проявляється утворенням у шкірі обличчя, шиї, волосистої частини голови або плечового пояса одиничного дуже щільного, рухомого, повільно  дедалі більшого вузлика, завбільшки від 0,5 до 5 см.
- Спіноцеллюлярная епітеліома розвивається з клітин шипуватого шару епідермісу і відрізняється злоякісним перебігом з метастазуванням. Найбільша локалізація — шкіра періанальної області геніталій та на червоній облямівці нижньої губи. Може протікати з утворенням вузла, бляшки або виразки. Характеризується швидким зростанням як по периферії, так і в глибину тканин.
- Аденоїдно-кістозна епітеліома зустрічається частіше у жінок після пубертатного періоду. У більшості випадків вона представлена множинними безбольовими пухлинами розміром до горошини. Колір утворень може бути блакитним або жовтуватим. Зрідка зустрічається білястий колір, через якого елементи епітеліоми можуть нагадувати вугрі. В окремих випадках спостерігається поява одиничної пухлини, що досягає розмірів лісового горіха. Типова локалізація елементів — вушні раковини, рідше уражається волосиста частина голови, ще рідше — плечовий пояс, живіт і кінцівки. Характерний доброякісний і повільний ріст.[2]

## Діагностика епітеліоми
До методів дослідження відносяться: дерматоскопія, УЗД, гістологічні дослідження, біопсія.
Диференціальну діагностику проводять з псоріазом, хворобою Боуена, системним червоним вовчаком, склеродермією, себорейним кератозом, хворобою Кейра, плоскоклітинним раком шкіри, а також зі звичайною бородавкою.

## Лікування і прогноз епітеліоми
Основний спосіб лікування епітеліоми, незалежно від її клінічної форми, — це хірургічне видалення. При дрібних множинних пухлинах можливе застосування кріодеструкції, видалення лазером, кюретажу або електрокоагуляції. При глибокому проростанні та наявності метастазування операція може мати паліативний характер. Злоякісна природа пухлини є показанням до поєднання хірургічного лікування з рентгенорадіотерапією, фотодинамічною терапією, зовнішньої або загальної хімієтерапії.
При доброякісному характері захворювання, своєчасному та повному видаленні пухлини прогноз сприятливий.